# Cratere Khvol'son
Khvol'son è un cratere lunare di 55,88 km situato nella parte sud-occidentale della faccia nascosta della Luna.
Il cratere è dedicato al fisico sovietico Orest Chvol'son.

## Crateri correlati
Alcuni crateri minori situati in prossimità di Khvol'son sono convenzionalmente identificati, sulle mappe lunari, attraverso una lettera associata al nome.
| Khvol'son | Coordinate             | Diametro (in km) |
| --------- | ---------------------- | ---------------- |
| C         | 13°49′12″S 112°12′36″E | 12,66            |